# Sedum jurgensenii
Sedum jurgensenii är en fetbladsväxtart. Sedum jurgensenii ingår i Fetknoppssläktet som ingår i familjen fetbladsväxter.

## Underarter
Arten delas in i följande underarter:
- S. j. attenuatum
- S. j. jurgensenii